# Beaumont-Louestault
Beaumont-Louestault – gmina we Francji, w Regionie Centralnym, w departamencie Indre i Loara. W 2013 roku liczba ludności wynosiła 1870 mieszkańców. 
Gmina została utworzona 1 stycznia 2017 roku z połączenia dwóch ówczesnych gmin: Beaumont-la-Ronce oraz Louestault. Siedzibą gminy została miejscowość Beaumont-la-Ronce.